# Кивенгва-Понгве
Кивенгва-Понгве расположен на северо-восточном побережье острова Занзибар, в 20 км от города Занзибар. Этот заповедник, находящийся в зоне роста кораллов, является важным местом биоразнообразия. Лесной заповедник богат видами флоры и фауны. Зафиксированные виды фауны в заповеднике включают в себя: эндемичные виды красных колобусов, дукера Адерса, белогорлых мартышек, голубых мартышек, суни и несколько видов змей. В заповеднике насчитывается 47 видов птиц, в том числе турако Фишера, andropadus importunus, tockus alboterminatus и африканскую шпорцевую кукушку. В заповеднике произрастает 100 видов растений, которые включают в себя множество лекарственных видов. В заповеднике есть коралловые пещеры, где можно увидеть сталактиты и сталагмиты. Рядом с заповедником есть плантация пряностей. Чувствительная экосистема, находится под угрозой из-за добычи древесины с 1970-х годов.